# Chilecryptus rhadinus
Chilecryptus rhadinus là một loài tò vò trong họ Ichneumonidae.